# Dyskografia Pendulum
Dyskografia Pendulum – australijsko-brytyjskiego zespołu muzycznego składa się z trzech albumów studyjnych, jednego albumu koncertowego, jednej kompilacji, jednego remix albumu, dwóch EP, dwudziestu trzech singli, trzech singli promocyjnych, ośmiu remiksów oraz czternastu teledysków.
Zespół został założony w australijskim Perth w 2002 roku przez producentów muzycznych Roba Swire’a, Garetha McGrillena i Paula Hardinga. W 2003 roku w Nowej Zelandii wydali swój debiutancki singel zatytułowany „Spiral” / „Ulterior Motive”. Ich debiutancki album studyjny Hold Your Colour opublikowany w lipcu 2005 roku zawierał sześć singli, z których większość notowana była na brytyjskiej liście przebojów. Sam album zyskał status platynowej płyty w Wielkiej Brytanii oraz złotej w Australii. W 2005 roku zremiksowali utwór „Voodoo People” zespołu The Prodigy. Utwór znalazł się na listach przebojów m.in. w Wielkiej Brytanii, Irlandii i Holandii.
W 2006 roku przenieśli się do Wielkiej Brytanii, gdzie dołączyli do nich gitarzysta Peredur ap Gwynedd, perkusista Paul Kodish i MC Ben Mount. W tym samym roku wydali kompilację pt. Jungle Sound: Gold. W maju 2008 r. do sprzedaży trafił ich drugi album studyjny zatytułowany In Silico. Znalazł się on w pierwszej dziesiątce list przebojów w Australii oraz w Wielkiej Brytanii, gdzie pokrył się platyną. Wszystkie cztery single znajdujące się na albumie były notowane na brytyjskiej liście przebojów, najwyżej sklasyfikowany był „Propane Nightmares”, na dziewiątej pozycji.
W 2009 roku zespół wystąpił w londyńskim klubie Brixton Academy. Podczas koncertu nagrany został album koncertowy pt. Live at Brixton Academy. W maju 2010 roku wydali trzeci i jak do tej pory ostatni album studyjny Immersion. Notowany był wysoko na listach przebojów. Był m.in. pierwszy w Wielkiej Brytanii, trzeci w Nowej Zelandii i Australii, a także piętnasty w Irlandii. Zyskał miano złotej płyty w Australii i platynowej w Wielkiej Brytanii. Najpopularniejszy z trzech singli, „Watercolour” był m.in. czwarty w Wielkiej Brytanii oraz trzydziesty siódmy w Australii i Nowej Zelandii. W kwietniu 2011 roku zespół wydał swój ostatni singel zatytułowany „Ransom”. Dochody ze sprzedaży zostały przeznaczone na pomoc ofiarom trzęsienia ziemi w Japonii.
Pod koniec czerwca 2018 grupa wydała remix album The Reworks zawierający 13 remiksów utworów Pendulum w wykonaniu różnych artystów. W 2021 i 2023 zespół wydał minialbumy Elemental i Anima.

## Albumy

### Albumy studyjne
| Rok                                                     | Dane dot. albumu                                                                                          | Najwyższe pozycje na listach | Najwyższe pozycje na listach | Najwyższe pozycje na listach | Najwyższe pozycje na listach | Najwyższe pozycje na listach | Najwyższe pozycje na listach | Najwyższe pozycje na listach | Najwyższe pozycje na listach | Najwyższe pozycje na listach | Najwyższe pozycje na listach | Najwyższe pozycje na listach | Certyfikaty                               |
| Rok                                                     | Dane dot. albumu                                                                                          | GBR                          | AUS                          | AUT                          | BEL (FL)                     | BEL (WA)                     | FIN                          | DEU                          | IRL                          | NLD                          | NZL                          | CHE                          | Certyfikaty                               |
| ------------------------------------------------------- | --- | ---------------------------- | ---------------------------- | ---------------------------- | ---------------------------- | ---------------------------- | ---------------------------- | ---------------------------- | ---------------------------- | ---------------------------- | ---------------------------- | ---------------------------- | ----------------------------------------- |
| 2005                                                    | Hold Your Colour - Wydany: 25 lipca - Wytwórnia: Breakbeat Kaos - Format: CD, digital download            | 29                           | 40                           | –                            | –                            | –                            | –                            | –                            | –                            | –                            | –                            | –                            | - AUS: złota płyta - GBR: platynowa płyta |
| 2008                                                    | In Silico - Wydany: 9 maja - Wytwórnia: Warner Music, Ear Storm, Atlantic - Format: CD, digital download  | 2                            | 9                            | –                            | –                            | –                            | –                            | –                            | –                            | –                            | 21                           | –                            | - GBR: platynowa płyta                    |
| 2010                                                    | Immersion - Wydany: 21 maja - Wytwórnia: Warner Music, Ear Storm, Atlantic - Format: CD, digital download | 1                            | 3                            | 20                           | 67                           | 98                           | 50                           | 62                           | 15                           | 48                           | 3                            | 43                           | - AUS: złota płyta - GBR: platynowa płyta |
| „–” oznacza, że album nie był notowany na danej liście. | |                              |                              |                              |                              |                              |                              |                              |                              |                              |                              |                              |                                           |

### Albumy koncertowe
| Rok  | Dane dot. albumu | Najwyższe pozycje na listach | Najwyższe pozycje na listach |
| Rok  | Dane dot. albumu | GBR                          | NZL                          |
| ---- | --- | ---------------------------- | ---------------------------- |
| 2009 | Live at Brixton Academy - Wydany: 12 Czerwca - Wytwórnia: Warner Music, Ear Storm, Breakbeat Kaos - Format: CD, DVD, digital download | 45                           | 32                           |

### Kompilacje
| Rok  | Dane dot. albumu                                                                                 |
| ---- | ------------------------------------------------------------------------------------------------ |
| 2006 | Jungle Sound: Gold - Wydany: 28 marca - Wytwórnia: Breakbeat Kaos - Format: CD, digital download |

### Remix albumy
| Rok  | Dane dot. albumu                                                                          | Najwyższe pozycje na listach | Najwyższe pozycje na listach |
| Rok  | Dane dot. albumu                                                                          | GBR                          | AUS                          |
| ---- | ----------------------------------------------------------------------------------------- | ---------------------------- | ---------------------------- |
| 2018 | The Reworks - Wydany: 29 czerwca - Wytwórnia: Earstorm - Format: LP, CD, digital download | 29                           | 61                           |

### EP
| Rok  | Dane dot. albumu                                                                               |
| ---- | ---------------------------------------------------------------------------------------------- |
| 2021 | Elemental - Wydany: 17 czerwca - Wytwórnia: Earstorm - Format: digital download, streaming     |
| 2023 | Anima - Wydany: 3 listopada - Wytwórnia: Liberator Music - Format: digital download, streaming |

## Single
| Rok                                                      | Tytuł                                                                                      | Najwyższe pozycje na listach | Najwyższe pozycje na listach | Najwyższe pozycje na listach | Najwyższe pozycje na listach | Certyfikaty            | Album            |
| Rok                                                      | Tytuł                                                                                      | GBR                          | AUS                          | CAN                          | NZL                          | Certyfikaty            | Album            |
| -------------------------------------------------------- | ------------------------------------------------------------------------------------------ | ---------------------------- | ---------------------------- | ---------------------------- | ---------------------------- | ---------------------- | ---------------- |
| 2003                                                     | „Spiral” / „Ulterior Motive”                                                               | –                            | –                            | –                            | –                            |                        | –                |
| 2004                                                     | „Another Planet” / „Voyager”                                                               | 46                           | –                            | –                            | –                            |                        | Hold Your Colour |
| 2004                                                     | „Back 2 You” / „Still Grey”                                                                | –                            | –                            | –                            | –                            |                        | Hold Your Colour |
| 2005                                                     | „Tarantula” / „Fasten Your Seatbelt” (gościnnie Fresh, $pyda, Tenor Fly i The Freestylers) | 60                           | –                            | –                            | –                            |                        | Hold Your Colour |
| 2005                                                     | „Slam” / „Out Here”                                                                        | 34                           | –                            | –                            | –                            |                        | Hold Your Colour |
| 2006                                                     | „Hold Your Colour” / „Streamline”                                                          | 84                           | –                            | –                            | –                            |                        | Hold Your Colour |
| 2007                                                     | „Blood Sugar” / „Axle Grinder”                                                             | 62                           | –                            | –                            | –                            |                        | Hold Your Colour |
| 2007                                                     | „Granite”                                                                                  | 29                           | –                            | –                            | –                            |                        | In Silico        |
| 2008                                                     | „Propane Nightmares”                                                                       | 9                            | –                            | –                            | –                            | - GBR: platynowa płyta | In Silico        |
| 2008                                                     | „The Other Side”                                                                           | 54                           | –                            | –                            | –                            |                        | In Silico        |
| 2009                                                     | „Showdown”                                                                                 | 119                          | –                            | –                            | –                            |                        | In Silico        |
| 2010                                                     | „Watercolour”                                                                              | 4                            | 37                           | 62                           | 37                           | - GBR: platynowa płyta | Immersion        |
| 2010                                                     | „Witchcraft”                                                                               | 29                           | 56                           | –                            | –                            |                        | Immersion        |
| 2010                                                     | „The Island”                                                                               | 41                           | –                            | –                            | –                            |                        | Immersion        |
| 2011                                                     | „Crush”                                                                                    | 92                           | –                            | –                            | –                            |                        | Immersion        |
| 2011                                                     | „Ransom”                                                                                   | 193                          | –                            | –                            | –                            |                        | –                |
| 2020                                                     | „Nothing for Free” / „Driver”                                                              | –                            | –                            | –                            | –                            |                        | Elemental        |
| 2021                                                     | „Come Alive”                                                                               | –                            | –                            | –                            | –                            |                        | Elemental        |
| 2021                                                     | „Louder than Words” (wspólnie z Hybrid Minds)                                              | –                            | –                            | –                            | –                            |                        | Elemental        |
| 2023                                                     | „Halo” (gościnnie Matthew Tuck)                                                            | –                            | –                            | –                            | –                            |                        | Anima            |
| 2023                                                     | „Colourfast”                                                                               | –                            | –                            | –                            | –                            |                        | Anima            |
| 2023                                                     | „Mercy Killing” (gościnnie Scarlxrd)                                                       | –                            | –                            | –                            | –                            |                        | Anima            |
| 2024                                                     | „Napalm” (gościnnie Joey Valence & Brae)                                                   | –                            | –                            | –                            | –                            |                        | –                |
| „–” oznacza, że singel nie był notowany na danej liście. |                                                                                            |                              |                              |                              |                              |                        |                  |

### Z gościnnym udziałem
| Rok                                                      | Tytuł          | Wykonawca   | Najwyższe pozycje na listach | Album                   |
| Rok                                                      | Tytuł          | Wykonawca   | GBR                          | Album                   |
| -------------------------------------------------------- | -------------- | ----------- | ---------------------------- | ----------------------- |
| 2005                                                     | „Guns at Dawn” | Baron       | 71                           | –                       |
| 2006                                                     | „Painkiller”   | Freestylers | –                            | Adventures in Freestyle |
| 2007                                                     | „Security”     | Freestylers | –                            | Adventures in Freestyle |
| „–” oznacza, że singel nie był notowany na danej liście. |                |             |                              |                         |

### Single promocyjne
| Rok  | Tytuł                                          | Album     |
| ---- | ---------------------------------------------- | --------- |
| 2006 | „Hardware Limited 03” (Pendulum & Bulletproof) | –         |
| 2008 | „The Tempest”                                  | In Silico |
| 2010 | „Immunize” (gościnnie Liam Howlett)            | Immersion |

## Remiksy
| Rok                                                      | Tytuł                                       | Wykonawca                | Najwyższe pozycje na listach | Najwyższe pozycje na listach | Najwyższe pozycje na listach | Najwyższe pozycje na listach | Najwyższe pozycje na listach | Album / Singel                                         |
| Rok                                                      | Tytuł                                       | Wykonawca                | GBR                          | AUS                          | IRL                          | NLD                          | CHE                          | Album / Singel                                         |
| -------------------------------------------------------- | ------------------------------------------- | ------------------------ | ---------------------------- | ---------------------------- | ---------------------------- | ---------------------------- | ---------------------------- | ------------------------------------------------------ |
| 2004                                                     | „Tonite”                                    | Concord Dawn             | –                            | –                            | –                            | –                            | –                            | „Tonite (Pendulum Remix)” / „Apollo 13”                |
| 2004                                                     | „Submarines”                                | Fresh                    | –                            | –                            | –                            | –                            | –                            | „Submarines”, Jungle Sound: The Bassline Strikes Back! |
| 2004                                                     | „Pack of Wolves”                            | Nightbreed               | –                            | –                            | –                            | –                            | –                            | „Pack of Wolves”                                       |
| 2004                                                     | „Bacteria”                                  | Ed Rush & Optical        | –                            | –                            | –                            | –                            | –                            | „The Remixes Vol. 2”                                   |
| 2005                                                     | „Just a Ride” (Adam F & Pendulum Music Mix) | Jem                      | –                            | –                            | –                            | –                            | –                            | „Just A Ride: Mixes”                                   |
| 2005                                                     | „Voodoo People”                             | The Prodigy              | 20                           | –                            | 27                           | 59                           | 93                           | Their Law: The Singles 1990–2005                       |
| 2010                                                     | „ABC News Theme”                            | Tony Ansell & Peter Wall | –                            | 38                           | –                            | –                            | –                            | –                                                      |
| 2010                                                     | „Stay Too Long”                             | Plan B                   | –                            | –                            | –                            | –                            | –                            | „Stay Too Long”                                        |
| „–” oznacza, że remiks nie był notowany na danej liście. |                                             |                          |                              |                              |                              |                              |                              |                                                        |

## Pozostałe utwory
| Rok  | Tytuł                                  | Album                                            |
| ---- | -------------------------------------- | ------------------------------------------------ |
| 2003 | „Vault”                                | Kingz of the Rollers EP Volume 3, Breakbeat Kaos |
| 2004 | „Toxic Shock”                          | The Sideshow EP: Chapter 1                       |
| 2004 | „Kingston Vampires” (Fresh & Pendulum) | Jungle Sound: The Bassline Strikes Back!         |
| 2004 | „Masochist”                            | Jungle Sound: The Bassline Strikes Back!         |
| 2005 | „Another Planet” (VIP Mix)             | Bass Invaderz                                    |
| 2006 | „Masochist” (VIP Mix)                  | Jungle Sound: Gold                               |
| 2008 | „Violet Hill” (Coldplay cover)         | Radio 1's Live Lounge – Volume 3                 |

### Z gościnnym udziałem
| Rok  | Utwór                                                | Wykonawca | Album                     |
| ---- | ---------------------------------------------------- | --------- | ------------------------- |
| 2006 | „Babylon Rising” (gościnnie Pendulum & Singing Fats) | Fresh     | Escape from Planet Monday |

## Teledyski
| Rok  | Tytuł                      | Reżyser                      |
| ---- | -------------------------- | ---------------------------- |
| 2005 | „Slam”                     | Adam Brown                   |
| 2007 | „Granite”                  | D.A.R.Y.L.                   |
| 2008 | „Propane Nightmares”       | Tim Qualtrough               |
| 2008 | „The Other Side”           | Rob Chandler                 |
| 2008 | „Showdown”                 | Nick Bartleet                |
| 2010 | „Watercolour”              | Barney Steel, Michael Sharpe |
| 2010 | „Witchcraft”               | Barney Steel, Michael Sharpe |
| 2010 | „The Island, Pt. I (Dawn)” | Barney Steel, Michael Sharpe |
| 2011 | „Crush”                    | Tim Qualtrough               |
| 2020 | „Nothing For Free”         | Lewis Cater                  |
| 2021 | „Come Alive”               | [ 62 ]                       |
| 2021 | „Louder Than Words”        | Ed Bulmer                    |
| 2023 | „Halo”                     | Kristian Young               |
| 2023 | „Colourfast”               | Ross Silcocks                |

### Z gościnnym udziałem
| Rok  | Tytuł        | Wykonawca   | Reżyser      |
| ---- | ------------ | ----------- | ------------ |
| 2006 | „Painkiller” | Freestylers | Josh Bagnall |

### Remiksy
| Rok  | Tytuł           | Wykonawca   | Reżyser       |
| ---- | --------------- | ----------- | ------------- |
| 2005 | „Voodoo People” | The Prodigy | Ron Scalpello |